# Chanda nama
Chanda nama là danh pháp khoa học của một loài cá nước ngọt trong họ Ambassidae, loài duy nhất đã biết của chi Chanda. Tên gọi trong tiếng Anh của nó là elongate glassy perchlet (cá sơn thuôn dài). Nó là loài bản địa Nam Á, từ Pakistan tới Bangladesh và có thể tới Myanmar và Malaysia, trong vùng sinh thái Indomalaya.
Loài cá này có thể đạt chiều dài tối đa 11 xentimét (4 in).
Môi trường sống của nó là các kênh mương, ao, hồ, suối và các ruộng lúa ngập nước, trong cả môi trường nước ngọt và nước lợ, và được tìm thấy khá phổ biến trong mùa mưa. Thức ăn của nó là ấu trùng muỗi và giun cũng như vảy của các loài cá khác (động vật ăn vảy), vì thế nó có tiềm năng được sử dụng để kiểm soát bệnh sốt rét và động vật ký sinh như Dracunculus medinensis.
Loài cá này cũng được thu hoạch và bán làm thực phẩm trong các chợ địa phương.

## Khác
Một vài loài cá khác trong họ Ambassidae từng được phân loại trong chi Chanda, bao gồm cả loài cá cảnh phổ biến là cá sơn Ấn Độ (Parambassis ranga) hay cá sơn vây cao (Parambassis lala) một thời từng được coi là loài điển hình của chi này.